# دانشگاه پارک

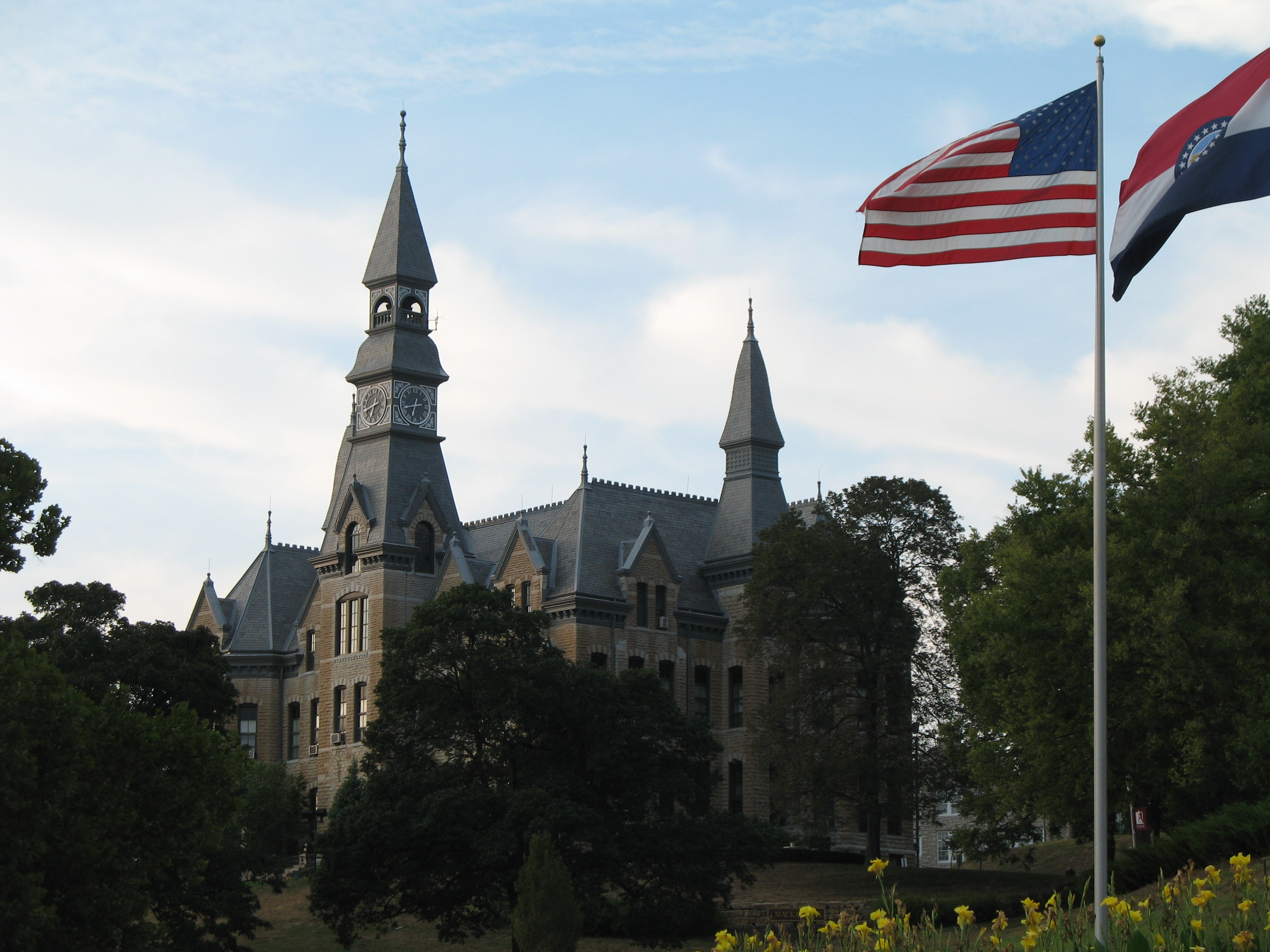

دانشگاه پارک (به انگلیسی: Park University) تأسیس ۱۸۷۵ از دانشگاه‌های ایالات متحده آمریکا است که در ایالت میزوری قرار دارد.
این دانشگاه تا مقطع کارشناسی ارشد مدرک ارئه میدهد.